# Ehnaton (drama)
Ehnaton - drama u tri čina (izdana 1973.) je drama Agathe Christie koja je smještena u Starom Egiptu, a govori o Tutankhamonu i njegovu ocu. Knjiga se više ne tiska i rijetko izvodi.

## Radnja
Radnja se zbiva u gradu No Amon u Tebi, na obalama Nila u kraljevskoj palaći Amenhotepa III. 1375. godine pr. Kr.